# Tovomita divaricata
Tovomita divaricata är en tvåhjärtbladig växtart som beskrevs av Bassett Maguire. Tovomita divaricata ingår i släktet Tovomita och familjen Clusiaceae. Inga underarter finns listade i Catalogue of Life.